# Loteria

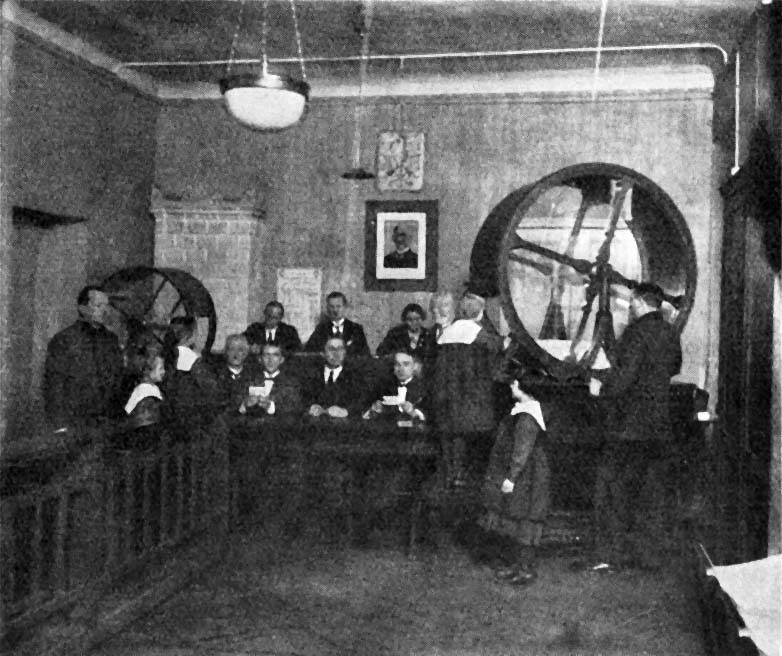
Polska Państwowa Loteria Klasowa, 1927. Ciągnienie losów

Loteria – gra losowa, której uczestnicy nabywają numerowane bilety, czyli „losy”. O wygranej decyduje „ciągnięcie” losów, czyli losowanie. Miejsce sprzedaży losów to kolektura.
Loteria pieniężna polega na tym, że pula do wygrania jest częścią sumy wpłat za losy.
Loteria fantowa, tombola, polega na tym, że wygrywa się nagrody rzeczowe, czyli „fanty”.
W loterii chodzi o to, aby za obietnicę dużej wygranej za niewielki wkład zebrać pieniądze, które przeznaczane są zwykle na jakieś cele społeczne.
W Polsce, od czasu afery hazardowej, nawet najmniejsze loterie wymagają co najmniej zgłoszenia w odpowiedniej izbie celnej. Wyjątkiem są niektóre gry wirtualne. W Polsce Ministerstwo Finansów wydało oświadczenie, z którego wynika, że t.zw. lootboxy są legalne i nie naruszają obowiązującej ustawy hazardowej, ponieważ sam element losowości nie przesądza o charakterze hazardowym gry.